# کورت گلیز
کورت گلیز (انگلیسی: Curt Giles؛ زادهٔ ۳۰ نوامبر ۱۹۵۸) بازیکن هاکی روی یخ اهل کانادا است.
از باشگاه‌هایی که در آن بازی کرده‌است می‌توان به نیویورک رنجرز اشاره کرد.